# Лукаревка
Лукаревка (укр. Лукарівка) — село в Млиновской поселковой общине Дубенского района Ровненской области Украины.
До 2020 года входило в Млиновский район.
Население по переписи 2001 года составляло 117 человек. Почтовый индекс — 35124. Телефонный код — 3659. Код КОАТУУ — 5623886402.